# Aiguilles Rouges d’Arolla (masyw)
Aiguilles Rouges d’Arolla – masyw w Alpach Pennińskich. Leży w Szwajcarii w kantonie Valais, na północ od masywu Ruinette. Oddziela go od niego przełęcz Pas de Chévres (2855 m). Masyw jest położony południkowo. Na zachód od niego znajduje się dolina Val d’Hérémence z jeziorem Lac des Dix, a na wschód dolina Val d'Hérens z jej górną odnogą doliną Val d’Arolla.
Od północy w masywie znajdują się m.in. szczyty: Monts Rouges (3167 m), Mont Dolin (2974 m), Fenétre de la Cassorte (3300 m), trójwierzchołkowy Aiguilles Rouges d’Arolla (3646 m), Pointe de Vouasson (3490 m) i Mont de l'Etoile (3370 m).
Na zboczach masywu znajdują się małe lodowce. Są to m.in. Glacier de Vouasson, Glacier des Ignes i Glacier de Berbonneyre.